# تصادف قطار روی پل کمربند بزرگ
در ساعت ۰۷:۳۵ به وقت محلی روز ۱۲ دی ۱۳۹۷ هجری خورشیدی بر روی پل ثابت کمربندی بزرگ در دانمارک یک قطار مسافربری با یک تریلر جدا شده از یک قطار دیگر برخورد کرد. در این تصادف ۸ مسافر کشته و ۱۶ نفر مجروح شدند. این حادثه بدترین حادثه ریلی در دانمارک از سال ۱۹۸۸ تا کنون محسوب می‌شود.
برخی از رسانه‌های دانمارکی گزارش دادند که این حادثه در پی برخورد روکش برزنتی یک قطار باری با قطار مسافری که از جهت مخالف می‌آمده، رخ داده است. جولین روپکه (Julian Röpcke) خبرنگار روزنامه آلمانی بیلد در توییتی خبر داد که وزش باد شدید تا حدی در وقوع این حادثه نقش داشته است.